# 埃爾塞內帕區
4°04′59″S 78°18′00″W / 4.08306°S 78.30000°W
埃爾塞內帕區（西班牙語：Distrito de El Cenepa）是秘魯的一個區，位於該國北部亞馬遜大區的孔多爾坎基省，始建於1941年9月1日，面積5,345平方公里，海拔高度220米，2005年人口11,236，人口密度每平方公里2.1人。